# 黑水镇 (酉阳县)
黑水镇，是中华人民共和国重庆市酉阳土家族苗族自治县下辖的一个乡镇级行政单位。

## 行政区划
黑水镇下辖以下地区：
黑水村、旧堰村、大涵村、宝剑村、苏家村、平地坝村、大泉村和马鹿村。